# Cherax
Cherax é o maior e mais difundido gênero de lagostas, parcialmente aquático no Hemisfério Sul. Com várias subespécies que podem ser achados em lagos, rios e fluxos pela maioria da Austrália e Nova Guiné. Na Austrália há muitas espécies de Cherax, que são geralmente conhecidas como yabbies. O mais comum e amplamente distribuiu na Austrália é o Cherax destructor, geralmente achado em rios de planície e fluxos e lagos.

## Espécies
Estão descritas as espécies:
- Cherax acherontis Patoka, Bláha & Kouba, 2017
- Cherax albertisii Nobili, 1899
- Cherax albidus Clarke, 1936
- Cherax angustus
- Cherax aruanus Roux, 1911
- Cherax austini Coughran & Hobson, 2012
- Cherax barretti Clark, 1941
- Cherax bicarinatus (Gray, 1845)
- Cherax boesemani Lukhaup & Pekny, 2008
- Cherax boschmai Holthuis, 1949
- Cherax buitendijkae Holthuis, 1949
- Cherax cainii Austin, 2002
- Cherax cairnsensis Riek, 1969
- Cherax cartalacoolah Short, 1993
- Cherax cid Coughran & Furse, 2012
- Cherax communis Holthuis, 1949
- Cherax crassimanus Riek, 1967
- Cherax cuspidatus Riek, 1969
- Cherax davisi Clark, 1941
- Cherax depressus Riek, 1951
- Cherax destructor Clark, 1936
- Cherax dispar Riek, 1951
- Cherax esculus Riek, 1956
- Cherax gherardii Patoka, Bláha & Kouba, 2015[3][4]
- Cherax glaber Riek, 1967
- Cherax glabrimanus Riek, 1967
- Cherax gladstonensis Riek, 1969
- Cherax holthuisi Lukhaup & Pekny, 2006
- Cherax leckii Coughran, 2005
- Cherax longipes Holthuis, 1949
- Cherax lorentzi Roux, 1911
- Cherax minor Holthuis, 1996
- Cherax misolicus Holthuis, 1949
- Cherax monticola Holthuis, 1950
- Cherax murido Holthuis, 1949
- Cherax neocarinatus Riek, 1967
- Cherax neopunctatus Riek, 1969
- Cherax nucifraga Short, 1991
- Cherax pallidus Holthuis, 1949
- Cherax paniaicus Holthuis, 1949
- Cherax papuanus Holthuis, 1949
- Cherax parvus Short & Davie, 1993
- Cherax peknyi Lukhaup & Herbert, 2008
- Cherax plebejus (Hess, 1865)
- Cherax preissii (Erichson, 1846)
- Cherax pulcher Lukhaup, 2015[5]
- Cherax punctatus Clark, 1936
- Cherax quadricarinatus (von Martens, 1868)
- Cherax quinquecarinatus (Gray, 1845)
- Cherax rhynchotus Riek, 1951
- Cherax robustus Riek, 1951
- Cherax rotundus Clark, 1941
- Cherax setosus (Riek, 1951)
- Cherax snowden Lukhaup, Panteleit & Schrimpf, 2015[6][4]
- Cherax solus Holthuis, 1949
- Cherax tenuimanus (Smith, 1912)
- Cherax urospinosus Riek, 1969
- Cherax wasselli Riek, 1969